# 処理防止装置

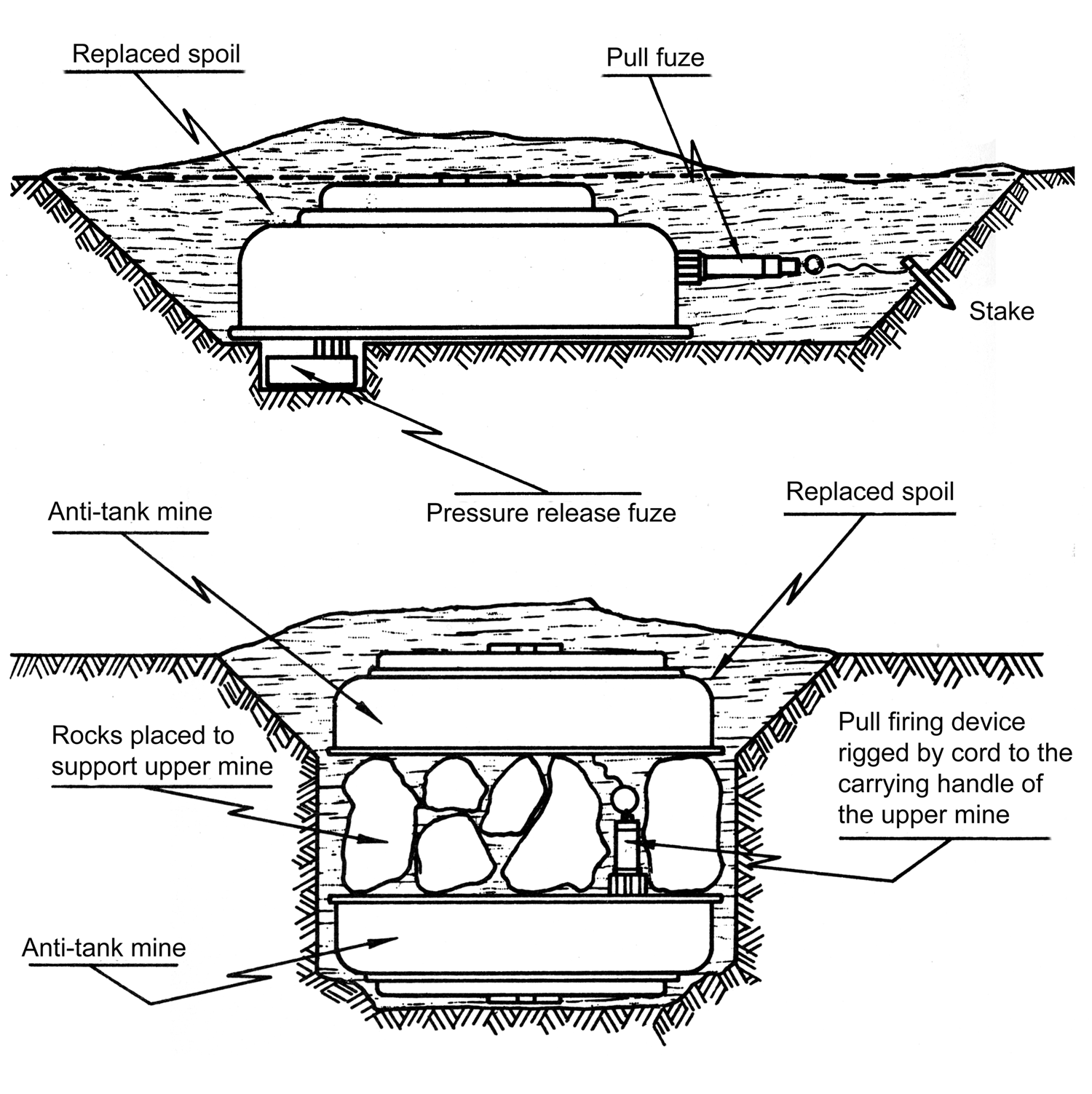
M15対戦車地雷に使用された典型的な構成の処理防止装置。上の図は地雷の側面部分、副信管孔に牽引式信管がねじ込まれているのを示している。さらにM5除去防止装置には、地雷底面に隠されているもう一つ別の信管孔が含まれる。未熟な地雷処理者が牽引式信管を探知して解除するとしても、彼が地雷を持ち上げた瞬間に底面のM5感圧式発火装置が起爆し、爆死する。下の図は2個の対戦車地雷がコードにより連結されているのを示しており、このコードは上側の地雷の携行用ハンドルに結ばれている。さらにコードは、地雷底面の副信管孔に差し込まれた牽引式信管と結ばれている。

処理防止装置（しょりぼうしそうち）とは、地雷などの爆発物の基幹部分、もしくは後から付随して搭載される装置であり、無力化処理が行われる際に自爆することによって、敵工兵を殺傷するものである。例としては汎用爆弾に見られる数種類のタイプの信管、またはクラスター爆弾や機雷などに付属する装置が挙げられる。その使用目的からブービートラップと大きな機能的共通部分が存在する。

## 用途
処理防止装置は以下の軍事目的で使用される。
- 敵軍による弾薬の鹵獲と再利用を防止する。
- 自爆するかもしれないというリスクによって、爆発物処理または地雷処理（英語版）活動を制限する。

処理防止装置を市街地の区域で使用するとき、構造が非常に簡易なため、爆発物の威力が大きく増強される。不発弾が持ち上げられた場合、起爆する可能性と起爆しない可能性とがある。ところが、1個の対戦車地雷に1つの処理防止装置を組み合わせればほぼ確実に起爆される。加えて爆発物に処理防止装置を用いれば、これらを安全化することに伴うリスクによって、占領後の除去活動の困難さとコストが増す。また、すべての爆弾に処理防止装置が使用されるとは限らない。仮に大規模な地雷原があったとして、埋設された対戦車地雷のなかで、10個のうち1個にブービートラップとして起爆装置に副信管孔が搭載されているとする。しかし、地雷処理者やEOD（爆発物処理）従事者は全ての地雷がブービートラップ化されていることを前提に処理をしなければならず、結果過度な対策をとらなければならなくなる。これには除去工程をある程度遅延させる効果がある。

## 歴史

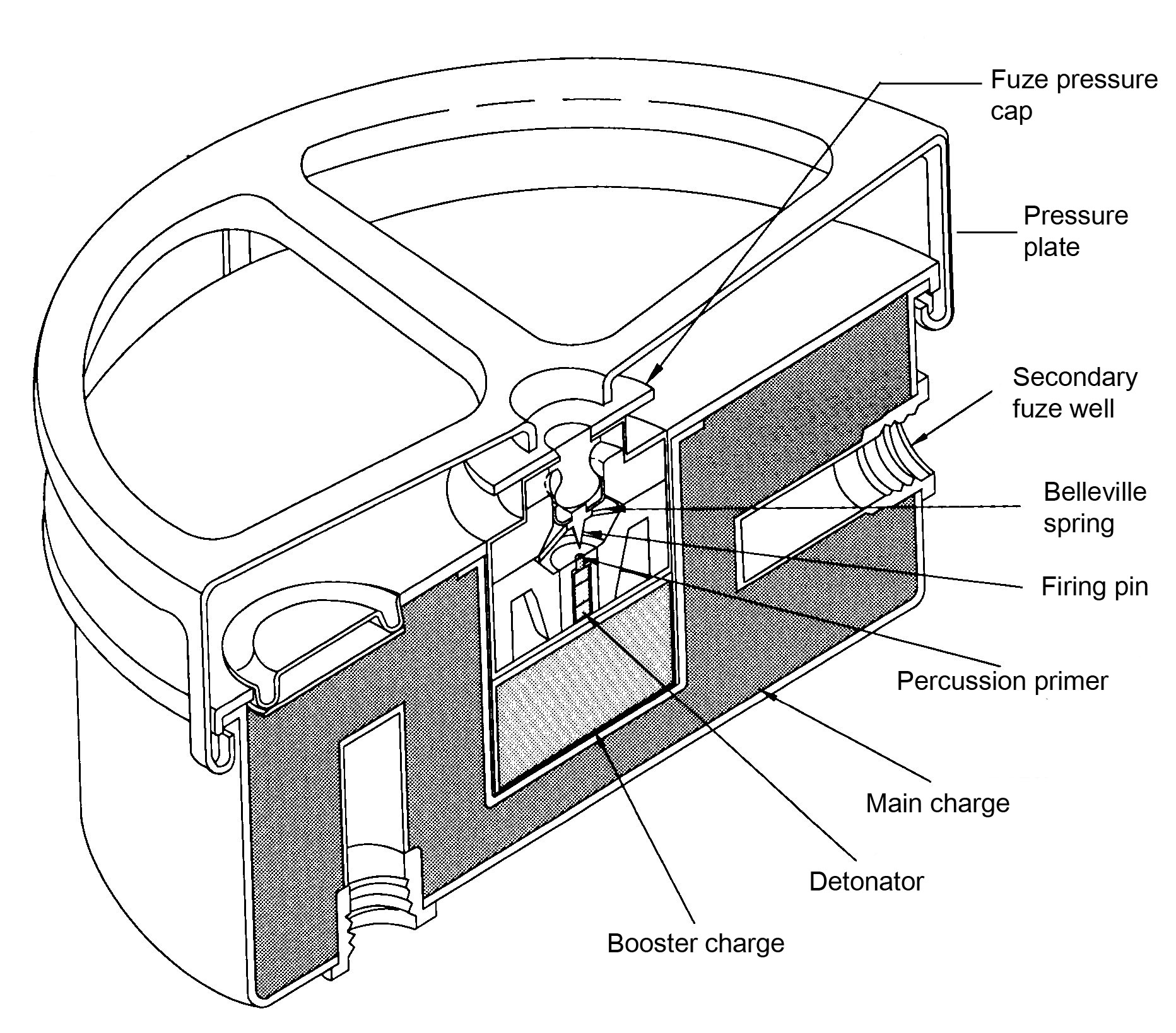
1945年頃に作成されたM4対戦車地雷の内部構造図。2箇所の追加信管孔はブービートラップ用起爆装置のために設計されている。必要に応じ、片方もしくは両方の信管孔に起爆装置をねじ込むことができる。

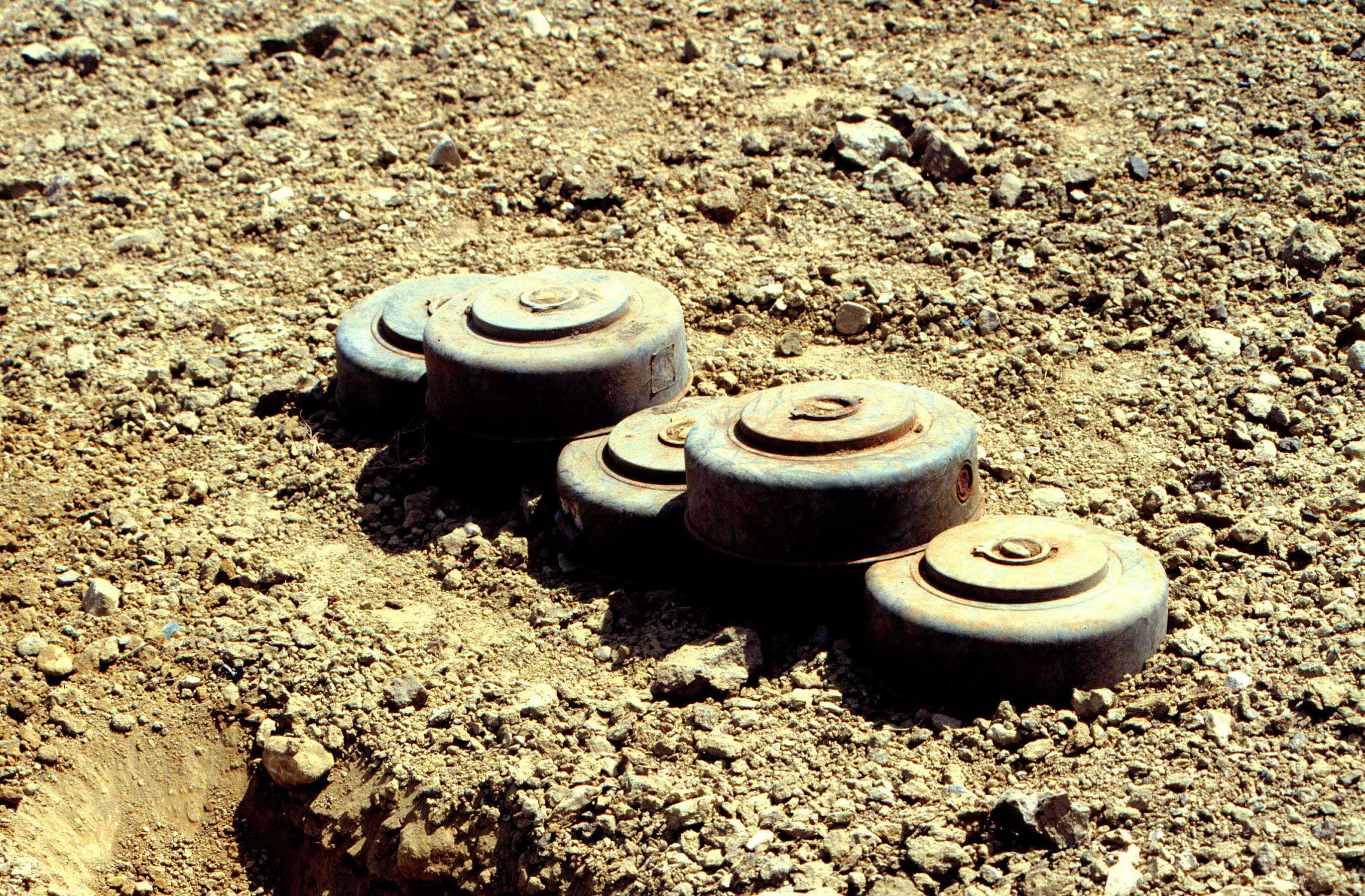
1960年代に撮影された、積み重ねられた状態の5個のM15対戦車地雷。上の2個の側面には追加の信管孔が見られる。

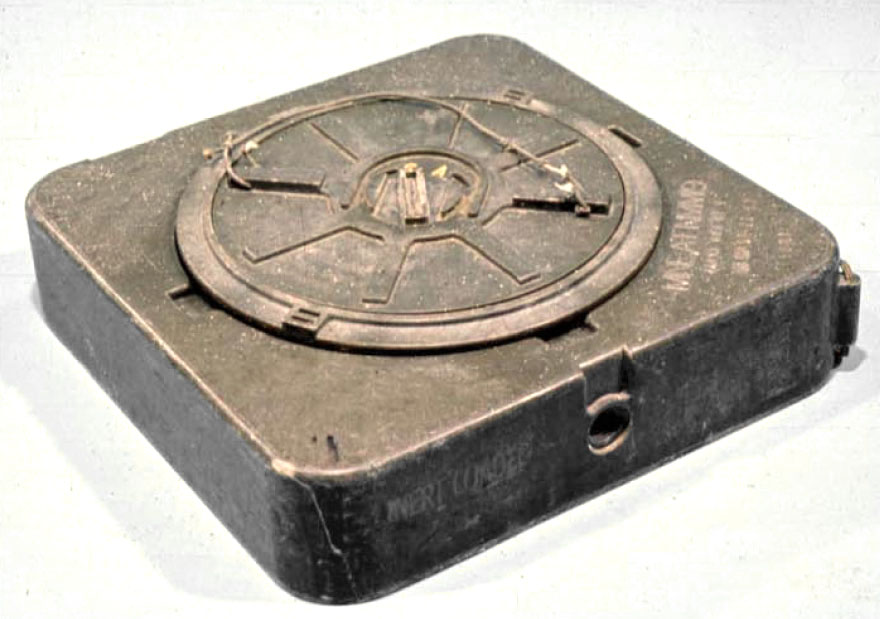
1970年代に撮影されたM19対戦車地雷の写真。地雷側面には、ブービートラップ用起爆装置のために設計された追加の信管孔が確認できる。密閉栓は除去されている。この角度からは見えないものの、地雷底面の位置にはもう一つ別の信管孔が存在する。

少なくとも1940年ごろには、信管に精巧な処理防止機構を導入する技術があり、ドイツ空軍のZUS-40除去防止信管は、ロンドン大空襲の際にも使用された。ZUS-40は、ドイツ空軍が使用する大部分の航空爆弾の底部に搭載できるように設計されており、搭載した遅延作動爆弾が目標に投下されると、着弾時の衝撃によってZUS-40に内蔵されたボールベアリングが解除され、スプリングを装備した撃針が撃発可能状態となるが、爆弾の主信管が長く信管孔に残されている限り、ZUS-40内部の撃発可能状態になった撃針がスプリングによって前進するのは防止される。ZUS-40は、タイプ17時限長遅延信管の底部に装着されることもあり、最長で72時間起爆を遅延することができた。タイプ17信管そのものの無力化作業は、単純で簡単であるが(信管のロッキングリングを外し、爆弾側面の信管孔から信管を引き抜き、起爆薬を取り外す)、その底部にZUS-40が装着されていると、無力化作業はより複雑かつ危険なものとなる。底部の処理防止装置の解除無しに主遅延信管を信管孔から2cm以上動かすと、ZUS-40内部の撃発可能状態に置かれた撃針が自動的に解放され、前方へと跳ね出されて大型の雷管を叩き、爆弾が起爆、付近で作業中の人員を殺傷する。ドイツの起爆信管の多くは電気的に撃発されるもので、ZUS-40よりも上部に装着された。そのため従来の起爆信管の底部に隠れるように搭載され、処理防止装置を搭載されているかどうかを判別するのは非常に難しいことであった。さらに、振り子をベースとする小型の「振動子」装置を内部に備えており、爆弾が粗雑な処理を受けた場合、この装置が回路を閉じ、爆弾を起爆させた。また、他のドイツ製処理防止信管(タイプ50と50BY信管など)はより洗練されており、EOD従事者には特に危険だった。これらは通常250kgまたは500kgの爆弾に装着されており、2個の水銀傾斜スイッチを内蔵し、垂直軸と水平軸の運動を検知する。この信管は地面を直撃してから約30秒後に撃発可能状態となり、その後に動かされた場合、水銀スイッチが電気回路を形成して起爆した。無力化作業をさらに困難にするため、ドイツの爆弾は2箇所に分けて信管孔を設け、異なる型式の信管をそれぞれに搭載した。この結果、1発の爆弾には2箇所に分かれて処理防止装置が独立に作動しており、例えばタイプ17時限信管の底部にZUS-40を隠して装着し、これを信管孔に搭載しておき、さらにタイプ50BY信管をもう一つの信管孔に装着するという組み合わせができた。処理防止信管の設計は様々であったが、全ての信管は、こうした爆弾を安全化する任務を帯びた爆弾処理従事者を殺傷するように設計されていた。
第二次世界大戦中、連合軍は自軍で用いる処理防止装置の設計・開発をした。例としてはアメリカ軍のM123A1、M124A1、M125およびM131シリーズである。これらは航空爆弾用の化学式長延期尾部信管で、1960年代頃まで任務に用いられた。M64（500ポンド、226.8kg）、M65（1000ポンド、453.6kg）、M66（2000ポンド、907.2kg）汎用爆弾に装着されたこれらの信管は、主に化学式長遅延信管として運用されるよう設計されており、遅延時間は15分から144時間の間で調整された。延期メカニズムは単純であるものの効果的であり、航空機から投下された後、爆弾尾部の小型プロペラが回転し、ねじ山の切られた金属製のロッドが信管内部を進み、内蔵されたアセトン溶媒入りのアンプルを押し潰すことによって信管は完全に撃発可能状態となり、また遅延秒時の秒読みが開始される。アセトンは吸収力のあるパッドへと染み込み、このパッドの次の部位にあるセルロイド製のディスク(スプリングを装着した撃針を引き留めている。これに隣接して雷管、さらに起爆薬が連結されていた)を溶解し、スプリングで圧縮された状態の撃針が解放されるまで徐々に脆くしていき、最終的に爆弾が起爆された。信管の遅延秒時はアセトン濃度とセルロイドディスクの厚みによって様々に変化し、爆弾の安全化を試みた人員を殺傷するよう設計された。主要な除去防止機構の存在がない場合、投下後の爆弾から化学式長延期信管を取り外す作業は単純であった。爆弾が航空機から投下され、数秒後に信管が撃発可能状態に置かれた際、M123やその派生型のような信管は、下端の窪みから滑り出す小さなボールベアリングを内蔵していた。このボールベアリングは信管内部のねじ山に割り込み、信管が除去されるのを妨げた。これにより信管の下端は、アクセスすることが難しい爆弾の内部深くで固着し、これは敵軍のEOD従事者にとり大きな問題を引き起こした。完全に撃発準備を整えた化学式長延期信管を取ろうと試みると、上下2つの別々の信管部分に分断してしまうこととなり、下部信管に内蔵されている撃発可能状態の撃針を解放し、自動的に起爆させ、付近の人員を殺傷させる致命的な結果となった。化学式長延期信管が装着され、第二次世界大戦が始まってから数十年が経過した不発弾は、EOD従事者にとり非常に危険な状態を維持している。これは、スプリングによって圧縮された撃針を雷管から未だに引き離している状態の信管メカニズムが、腐食によって振動にごく敏感になっているためである。小さな移動、例えば弾体後部へもっとよく接近しようとして爆弾を回転させることでさえ、撃針を解放するという大きな危険が存在する。
第二次世界大戦中にRAF爆撃機軍団により用いられたイギリス製「ナンバー37長延期発火装置」は、これに非常によく似た種類の処理防止機構を採用した。後にイギリスで設計された「ナンバー845マーク2」と呼ばれる頭部信管は完全に無力化作業防止が目的であった。この信管は水銀スイッチを内蔵し、爆弾が地表を叩いたときから起算して20秒後に撃発可能状態となり、もし爆弾が動かされた際には起爆した。
これ以降、多くの国が何らかの処理防止機能をもつ信管とそれを装着する弾薬を製造した。あるいはこれらの国々は、妨害防止機能の追加が非常に容易な、特徴的な弾薬を生産した。たとえば対戦車地雷に予備の信管孔を設け、この内部にはブービートラップの発火装置となるよう信管を装着できる、というような弾薬である。

## 処理防止装置の種類
アメリカ陸軍の野戦マニュアル『FM 20-32』は処理防止装置を4つに分類している。
- 除去防止装置。防護された地雷が持ち上げられたり、埋設孔から引き出された際に起爆する装置。
- 妨害防止装置。防護された地雷が持ち上げられたり、傾けられたり、あるいはいかなる方法でも妨害を受けた際に起爆する装置。例として、VS-50地雷の特に注意すべき派生型は、水銀スイッチ構成という特色を持つ。
- 信管除去防止装置。防護された地雷から信管を除去しようと試みられた際に起爆する装置。
- 武装解除防止装置。地雷の発火機構撤去などの、兵器を無力化しようと試みた際に起爆する装置。

## 処理防止信管の型式
通常、多様な信管が使われることで、異なる種類の処理防止装置が作り出される。以下は処理防止装置として使われる信管型式の一覧である。
- 牽引式信管。 ― これらは一般的に、地雷の側面または底面に配された副信管孔に挿入される。この信管は通常、大地と接続された細いワイヤーに接続しているため、地雷が持ち上げられたり、移動させられたり、どのような形であれ妨害される時にワイヤーが自動的に引かれる。すると単純な構成の牽引式信管では、スプリングを装着した撃針が解放される。より洗練されたバージョンは電子的に作動するもので、電圧の低下を検知するブレーキワイヤー・センサーを特徴としている。いずれの方法でも、隠されたワイヤーを引くことで起爆する。
- 除去防止信管。これらはしばしば、対戦車用地雷の底面に配された予備信管孔に搭載される。地雷を持ち上げたり移動させる行為により、圧縮状態の撃針が解放されて起爆を引き起こす。M5汎用発火装置は除去防止信管の古典的な例である。ねじ山は標準ゲージで切られていることから様々な弾薬に接続することができ、M26手榴弾からM15対戦車地雷に及ぶ[19]。
- 傾斜/振動スイッチ ― これはセンサーが一定角度を越えて傾斜するか、振動の影響を受けた際に爆轟の引き金となる装置の、その内部に挿入されている信管である。典型的なものには振り子式の装置や、スプリングを装着した「振動子」、または水銀スイッチがあり、これらの検知に用いられる。
- 地雷探知防止信管 ― 第二次世界大戦中に開発されたもので、金属探知機の磁場を検知する。
- 電気式信管 ― 最新の電気式信管は処理防止機能を導入する可能性がある。一般的にこれらの信管は、以下のセンサーのうち1種類以上が導入されている。振動、磁気、感光、感熱、音響などである。これらの信管は、さまざまな種類の地雷除去行為、つまりマインフレイルや鋤の作動、または爆薬の爆発を区別できる可能性があり、地雷処理者が処理を行おうとした際を選んで炸裂する。加えて電気式信管には自爆機能をあらかじめ組み込んでおく可能性がある。たとえば処理者が装置を無力化しようと試みる一方で、時限発火式に設計されたいくつかの型式の信管は埋設の後、日単位、あるいは月単位でさえも起爆期限を設定しておくことができるというものである。自爆機能を持つ信管は当然、処理防止装置として働くものではないが、こうした装置はEODの工程に余計で複雑な要素を加える。